# Gabriele Adorno

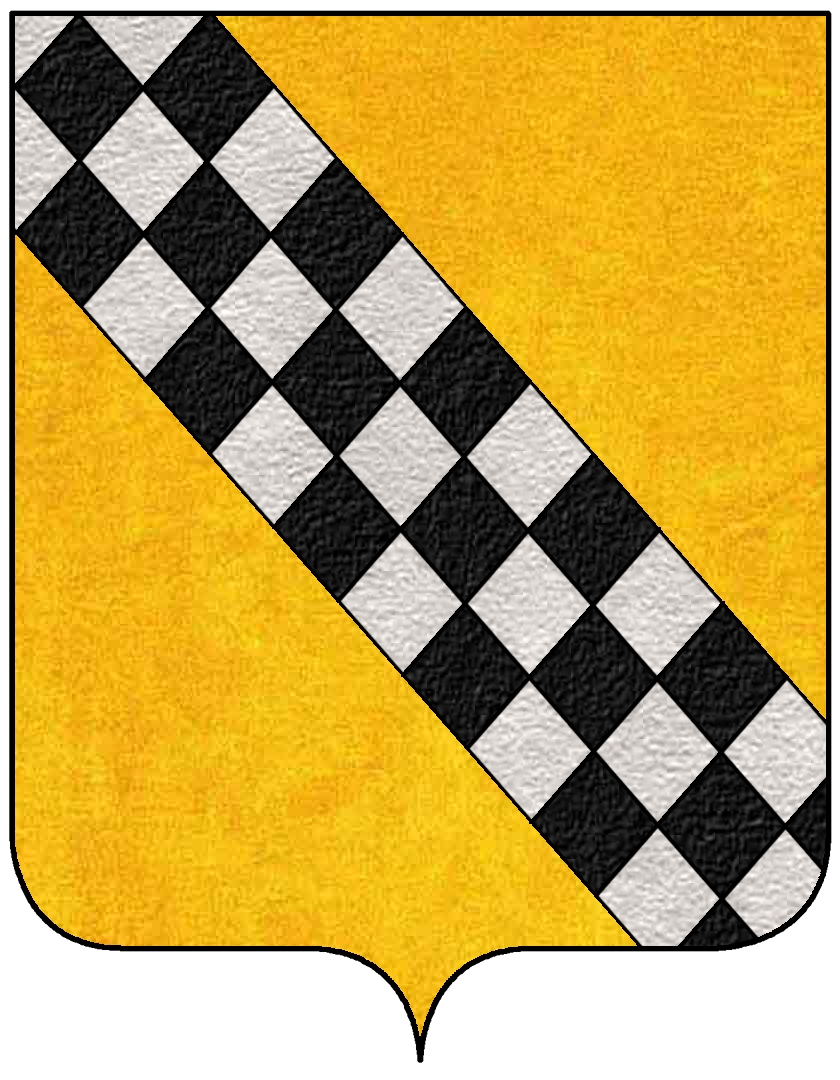
Adorno-Wappen

Stemma di Genova

Gabriele Adorno (* 1320 in Genua; † 1383 ebenda) war von 1363 bis 1370 der vierte Doge der Republik Genua.

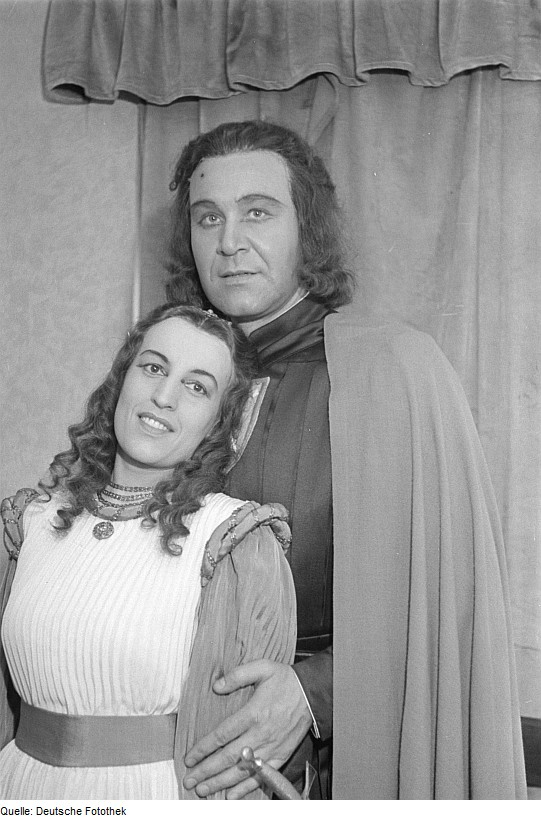
Darstellerin der Amelia Grimaldi und des Gabriele Adorno (Inszenierung von Giuseppe Verdis Simon Boccanegra in der Städtischen Oper Berlin 1946)

## Biografie
Gabriele Adorno entstammte dem nichtadligen, aber durch Handel zu Vermögen gekommenen Geschlecht Adorno und war ein Sohn von Daniele Adorno di Lanfranco und Marietta Gustiniani. Er war auch selbst Kaufmann und hielt zur Partei der Ghibellinen. 1350 wurde er Anziane und führte 1360 Friedensgespräche mit Aragon. Nach dem Tod des Dogen Simone Boccanegra, der vielleicht einem Giftanschlag zum Opfer gefallen war, wurde Adorno am 14. März 1363 zum neuen Dogen gewählt.
Daraufhin erließ Adorno eine Reihe von Gesetzen, um dadurch Regeln für die Zulassung zu Ämtern festzusetzen und die von den nichtadligen Bürgern Genuas über die alten aristokratischen Familien errungene Vormachtstellung auch künftig zu sichern. Er musste sich fortwährender Attacken der vertriebenen, von den Visconti Mailands unterstützten Adligen – z. B. der Spinola und Doria – erwehren, die ihre frühere Macht zurückzuerlangen suchten. Auch bemühten sich einige genuesische Vasallen wie die Markgrafen von Carreto, sich unabhängig zu machen, jedoch ohne besonderen Erfolg. Die populare Guelfenpartei trachtete zudem danach, wenn auch vergeblich, Leonardo Montaldo an die Stelle von Adorno zu setzen. Zu den von Adorno ergriffenen Gegenmaßnahmen gehörte neben der Veranlassung mehrerer Feldzüge auch die Aushandlung eines Vergleichs mit den Visconti (1367), der allerdings für Genua sehr kostspielig war. Daher musste der Doge hohe Steuern einfordern, wodurch er die Zuneigung des Stadtvolks verlor.
Außenpolitisch vermochte Adorno einige Erfolge zu erzielen. So gelang ihm etwa der Abschluss von Verträgen mit dem zyprischen König Peter I. (1365), Aragon (1366) und dem portugiesischen König Ferdinand I. (1367) sowie die Einnahme der Stadt Soldaia auf der Krim. Auch ernannte ihn Kaiser Karl IV. 1368 zum Reichsvikar. Dennoch erlangte er sein Prestige nicht mehr; er hatte sich den Bürgern durch die drückenden Steuern zu sehr verhasst gemacht. Sie zwangen ihn am 13. August 1370 abzudanken und wählten an seiner Stelle den reichen Domenico di Campofregoso zum Dogen.
Adorno flüchtete, wurde aber bald gefangen genommen und auf das Schloss von Voltaggio in Gewahrsam gebracht. Durch die Intervention des Kardinals Stefano Teobaldeschi wieder freigelassen, zog er sich ins Privatleben zurück und starb 1383 im Alter von etwa 63 Jahren.

## Opernrolle
Gabriele Adorno ist eine Figur aus der Oper Simon Boccanegra von Giuseppe Verdi. Er ist dort die vorrangige Tenor-Rolle und in der Handlung der Geliebte von Amelia Grimaldi, der Tochter des Boccanegra. In der Oper benennt der letztere Adorno vor seinem Tod als Nachfolger.